# Aviosuperficie Anto Quercioli Dessena
L'aviosuperficie Rinaura è un aviosuperficie italiana situata a 6 km a Sud Ovest della città di Siracusa, lungo la strada statale SS 115 nel tratto tra la città e l'uscita autostradale di Cassibile della autostrada A18 Siracusa-Rosolini, nel territorio della località Rinaura.

## Strutture e dati tecnici
L'aviosuperficie è dotata di una pista in asfalto lunga 400 metri il cui orientamento è 03/21. Dispone inoltre di propria frequenza radio VHF 128.450 MHz con codice identificativo ISRSR, assegnata dal Ministero dello Sviluppo Economico. Il circuito è del tipo "standard" per la 03 (virate a sinistra) e non-standard (virate a destra) per la 21 e l'attività di volo viene effettuata secondo le regole e gli orari del VFR.
L'aviosuperficie, gestita dall'Avio Club di Siracusa, Ente Aggregato all'Aero Club d'Italia e Delegazione Regionale di AOPA, dispone anche di due aviorimesse e di una club-house. Sul campo è presente inoltre una Scuola di volo VDS certificata (n. 68) autorizzata ad effettuare corsi per il conseguimento dell'Attestato per il Volo da Diporto e Sportivo (VDS), per l'Abilitazione al VDS Avanzato e per l'Abilitazione alla fonia aeronautica.
Presso l'aviosuperficie operano altresì una associazione di paracadutismo ed una associazione di aeromodellismo.

## Trasporti
Per giungere all'aviosuperficie percorrendo l'autostrada Siracusa-Gela, uscire a Cassibile, prendere la SS 115 in direzione Siracusa; dopo 10 km svoltare a sinistra (Cozzo Pantano); ad 1,2 km, dopo il passaggio a livello, a destra ingresso Avio Club Siracusa.